# BMW E12
La sigla BMW E12 identifica la prima generazione della Serie 5, un'autovettura di fascia alta prodotta dal 1972 al 1981 dalla casa automobilistica tedesca BMW.

## Profilo e storia
Questa vettura va a sostituire le berline della Neue Klasse, ma solo quelle a 4 porte. Quelle a due porte, note anche come Serie 02, sarebbero state sostituite tre anni più tardi dalla prima generazione della Serie 3.
La denominazione Serie 5 applicata al progetto E12 indicava che la nuova berlina era il quinto modello realizzato dopo l'era V8 e l'era Isetta, che incorporava anche il modello 600. I primi quattro erano stati: la "piccola" BMW 700, l'ammiraglia della serie E3 New Six, la coupé della serie E9 ed appunto la Neue Klasse.

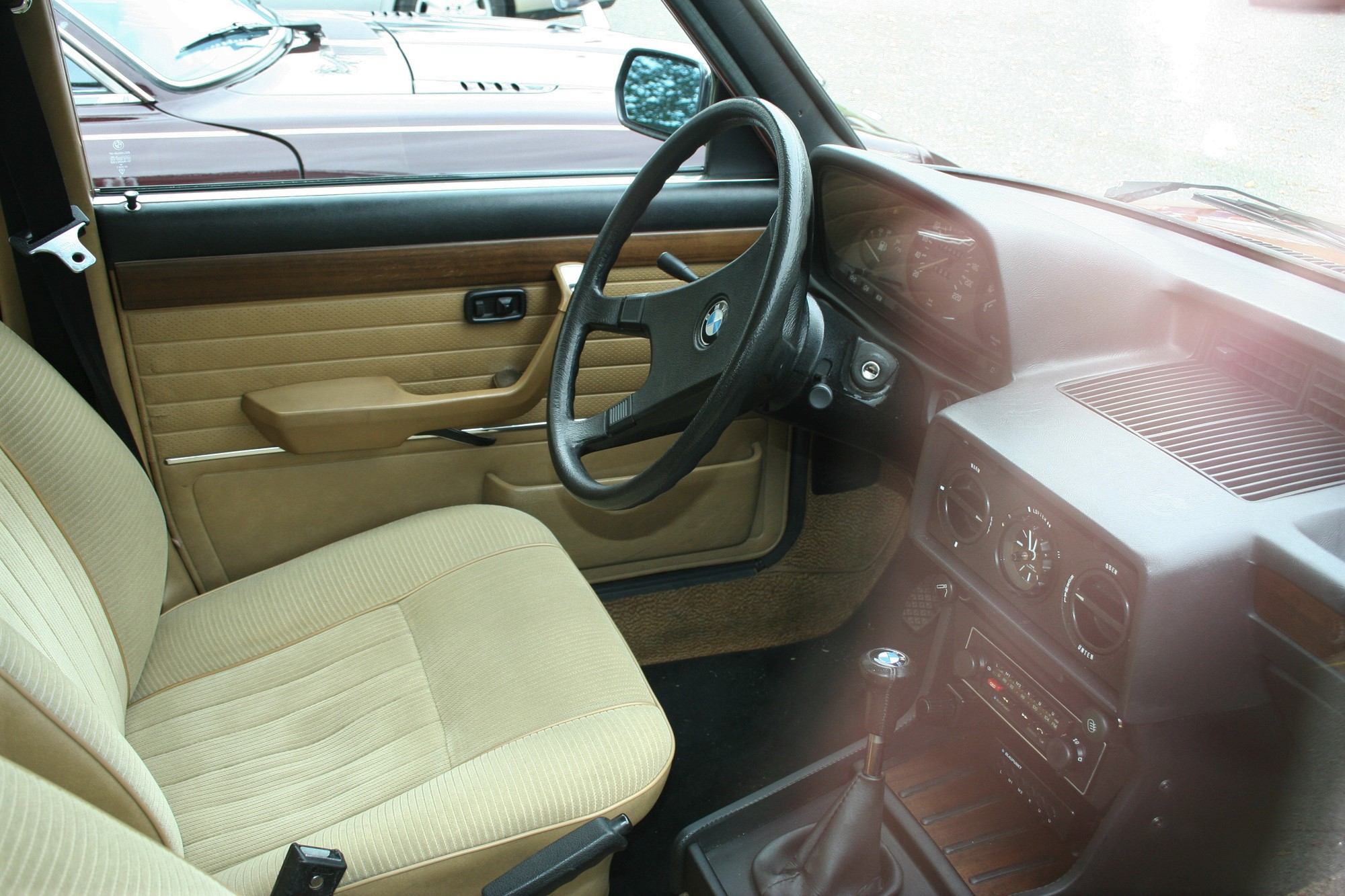
Interni di una Serie 5 E12 Restyling

La Serie 5 è stata anche il modello che ha inaugurato il nuovo sistema di denominazione utilizzato dalla BMW da lì in avanti: tre cifre, di cui la prima indica la fascia di mercato d'appartenenza e le altre due indicano la cilindrata in cm³ divisa per 100.
La vettura definitiva è stata presentata al Salone dell'automobile di Francoforte del 1972: realizzato da Paul Bracq, il disegno della carrozzeria era basato sul prototipo Bertone del 1970 "BMW Garmisch 2002ti" presentato al salone di Ginevra e ideato da Marcello Gandini. Sempre Gandini in quel periodo aveva disegnato anche altre vetture di successo come la Fiat 132 e l'Alfa Romeo Alfetta, due vetture che avevano uno styling molto simile a quello della nuova BMW, specie nel frontale. Anche altri modelli BMW che sarebbero nati di lì a pochi anni avrebbero adottato canoni stilistici analoghi.
Classica, invece, la meccanica, con trazione posteriore, avantreno MacPherson, retrotreno a ruote indipendenti con semiassi oscillanti, cambio manuale a 4 rapporti e impianto frenante con dischi anteriori e tamburi posteriori.
Al momento del lancio erano disponibili le versioni 520 con motore 4 cilindri da 1990 cm³ alimentato a carburatore da 115 CV) e 520i (con lo stesso motore alimentato a iniezione meccanica Kugelfischer da 130 CV).
La produzione venne inizialmente fissata nello stabilimento principale di Monaco di Baviera, ma a partire dal 1973, la produzione venne gradualmente trasferita al nuovo stabilimento di Dingolfing, di proprietà della BMW dal momento in cui assorbì il marchio Glas pochi anni prima. Nel 1975, l'intera produzione della E12 fu spostata in quest'ultimo stabilimento, completamente rimesso a nuovo per ospitare le linee di montaggio BMW.
Nell'autunno del 1973 la gamma venne completata con le versioni 525 (6 cilindri a carburatore di 2494 cm³ da 145 CV) e 528 (6 cilindri a carburatore di 2788 cm³ da 165 CV). Le versioni a 6 cilindri erano riconoscibili per una protuberanza maggiore sul cofano motore. La 528i aveva anche il servosterzo e 4 freni a disco.
La linea riuscita, la qualità costruttiva elevata e le buone prestazioni garantirono alla Serie 5 E12 un grande successo, anche se la tenuta di strada sul bagnato e l'abitabilità furono oggetto di critiche.
Nel 1974, la gamma fu arricchita con la versione di base, la 518 (4 cilindri a carburatore di 1766 cm³ e 90 CV), più economica e dotata di allestimento semplificato.
Nel 1975 la 520i adottò l'impianto d'iniezione Bosch e la potenza scese a 125 CV.

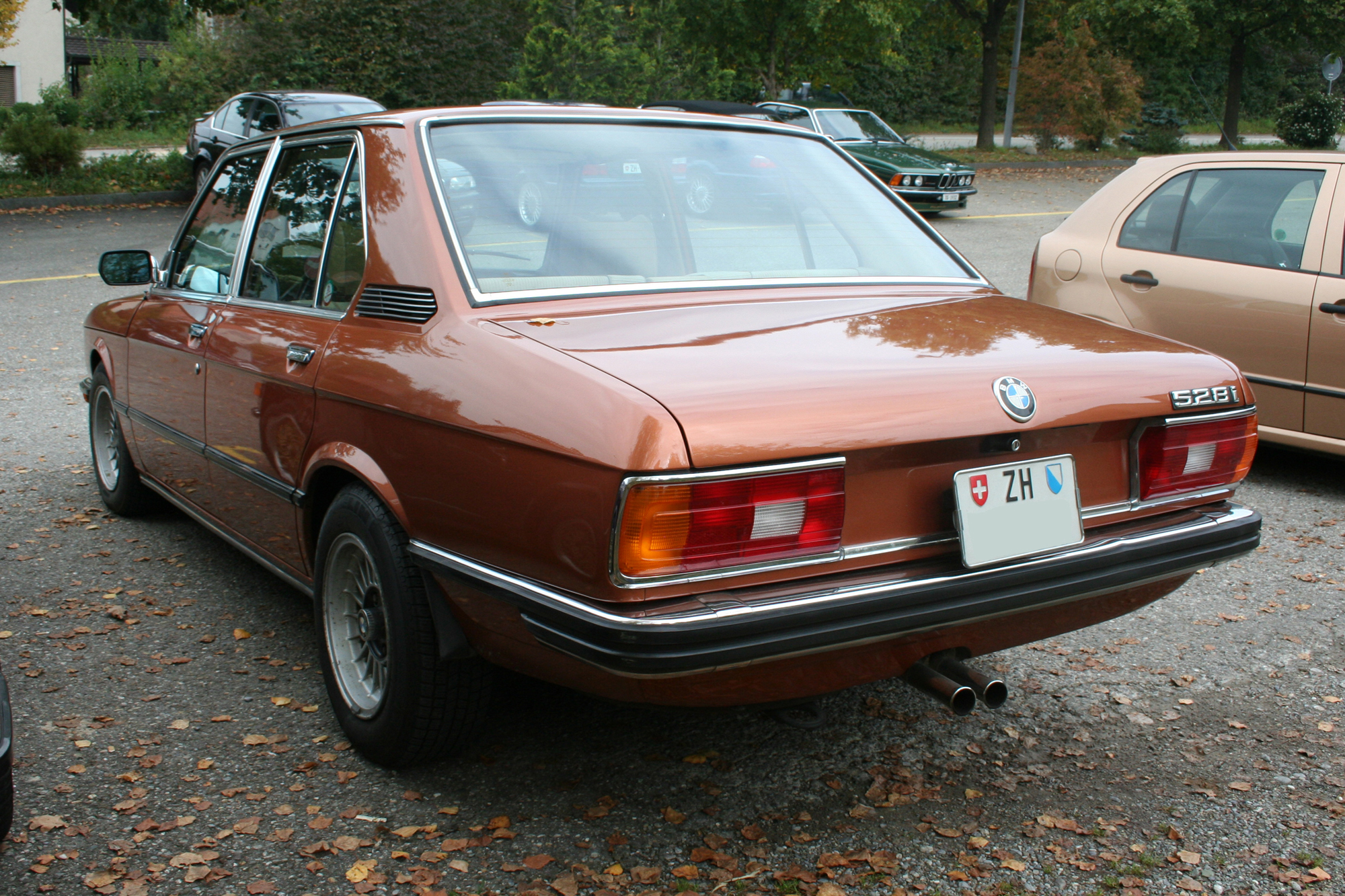
BMW 528i restyling 1976, vista posteriore

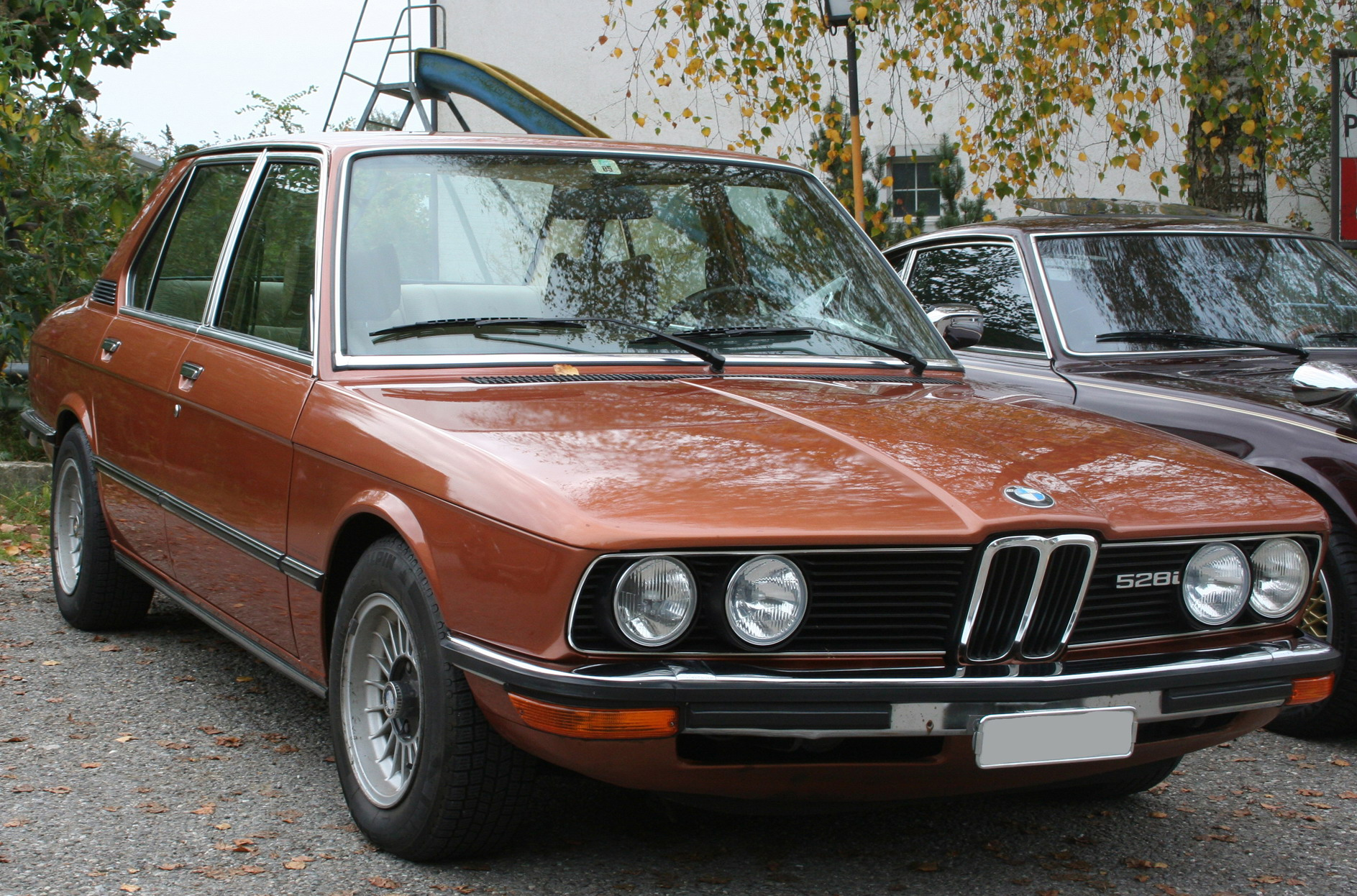
BMW 528i restyling 1976

Nel 1976 la E12 venne sottoposta ad un moderato restyling. Le modifiche interessavano in primo luogo il frontale, con il cofano percorso dalle caratteristiche nervature in corrispondenza del doppio rene (che rendevano superflue le protuberanza per le versioni a 6 cilindri). La coda presentava fari ingranditi e lo spostamento del bocchettone del serbatoio sul parafango posteriore destro. Modifiche di dettaglio anche agli interni.
Nel 1977 furono introdotte la 528i (6 cilindri a iniezione elettronica di 2788 cm³ da 177 CV) e la 520 a 6 cilindri (6 cilindri a carburatore da 122 CV), mentre dalla gamma sparì la versione 520i a 4 cilindri. La nuova versione da 2 litri divenne nota anche come 520/6 per non confonderla con la precedente versione a 4 cilindri, che da quel momento divenne nota come 520/4.
Nel 1978 vi furono aggiornamenti minori che riguardarono i 6 cilindri di 2,5 e 2,8 litri che ottennero 5 CV in più (ovvero 150 per la 525, 170 per la 528 e 182 per la 528i).
Nel settembre 1979 le 520 a 4 cilindri e la 528, entrambe a carburatore, vennero tolte dal listino, mentre la 525 e la 528i ottennero (sia pure tra gli optional) il cambio a 5 marce. Al Salone di Francoforte dello stesso anno, venne presentata la prima Serie 5 siglata con la M della divisione Motorsport: la M535i, ottenuta trapiantando il motore 6 cilindri a iniezione di 3453 cm³ (218 CV) della 635CSi sulla scocca della E12. La M535i era riconoscibile per i cerchi in lega BBS a raggi e per i sedili sportivi. Poteva anche essere equipaggiata con il kit aerodinamico Motorsport, che le conferiva un aspetto particolarmente grintoso. Fu prodotta in 1410 esemplari.
Nel 1981 tutte le E12 prodotte in Europa uscirono di listino, rimpiazzate dalla E28: la Serie 5 E12 è stata prodotta complessivamente in 640.171 esemplari (incluse le versioni specifiche per USA e Giappone), più 82.264 esemplari usciti dalle linee di montaggio sudafricane per il mercato locale, dove la produzione della E12 continuò per altri quattro anni.

## Le altre E12
La E12 venne prodotta anche in altri Paesi, oppure con specifiche richieste da altri mercati. A quest'ultima categoria appartengono lo E12 prodotte in Europa per il mercato nordamericano (USA e Canada). Per tale mercato, la produzione si limitò ad un solo modello, la 530i, sostituita nel 1979 dalla 528i. Esternamente, le E12 destinate al Nordamerica si distinguevano per i paraurti molto più sporgenti, poiché inglobavano degli ammortizzatori idraulici per l'assorbimento dei piccoli urti. Altre differenze stanno nei fari anteriori, sempre tondi e sdoppiati, ma diversi, e nella presenza del dispositivo catalizzatore, presenza dovuta alle più severe normative antinquinamento vigenti oltreoceano. Vi erano anche alcune differenze tecniche in alcuni modelli: per esempio la 528i destinata al mercato nordamericano aveva una potenza di 169 CV contro i 177 CV (poi saliti a 184 CV) previsti per la versione europea.

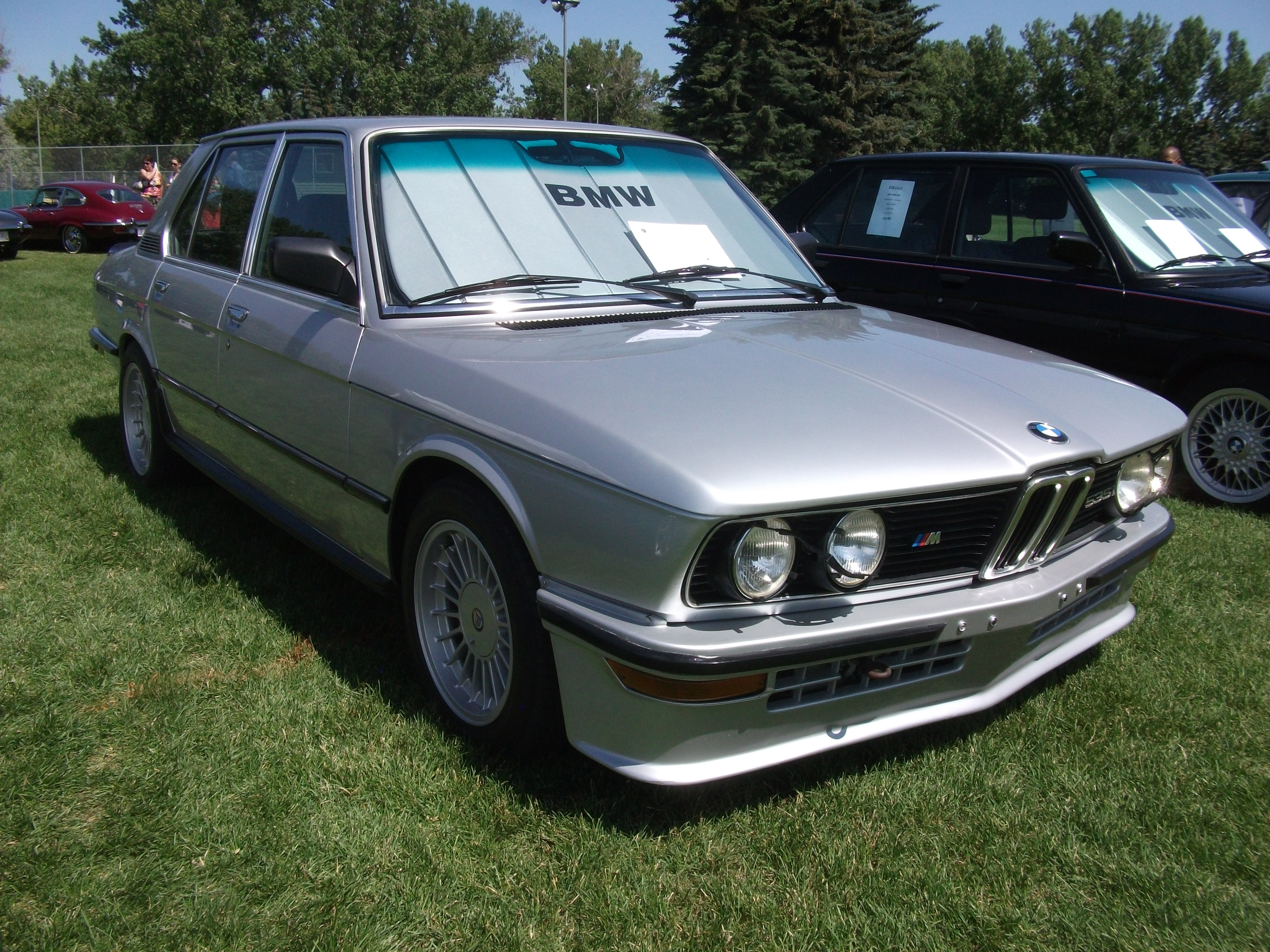
BMW M535i E12 del 1981

Un modello della E12 poco diffuso, se non nei mercati ove previsto, è stato la 518i. Questo modello è stato inizialmente previsto per i mercati svedese e giapponese, dove il motore M10B18 ad iniezione meccanica da 1766 cm³ erogava rispettivamente 100 e 102 CV a 5800 giri/min, mentre la coppia massima era di 135 Nm a 4500 giri/min. Le prestazioni dichiaravano una velocità massima di 160 km/h per la versione giapponese e 167 km/h per quella svedese. La 518i fu prodotta dal 1979 al 1981 per questi due mercati, in 3.015 esemplari totali. Ma dal 1982 la produzione venne ripresa a Rosslyn, nello stabilimento sudafricano, dove ne vennero assemblati altri 10.788 esemplari fino al 1985, per un totale di 13.803 518i.
Tra i siti in cui invece la E12 veniva effettivamente prodotta, va ricordato il Sudafrica, dove la E12 veniva prodotta nello stabilimento di Rosslyn, vicino a Pretoria. Qui la produzione era molto più estesa e includeva tra l'altro anche la 518, la 518i, la 520i e la 528i, nonché la prestante M535i, prodotta in 240 esemplari. Qui, la produzione si è articolata in due fasi: dal 1974 al 1982, la E12 era piuttosto simile a quella europea, ma dal 1982 al 1985, la E12 montava gli interni della E28. Il modello di punta, la M535i, venne costruita per il mercato sudafricano in 240 esemplari fino al 1982 ed in altri 1.416 esemplari fino al 1985. L'ultima E12 uscì dalla linee di montaggio di Rosslyn il 5 settembre del 1985.

## Tabella riepilogativa
Di seguito viene proposta una tabella che riassume le caratteristiche delle varie versioni della BMW E12, compresi i dati di produzione in Europa, in Sudafrica e totali.
| Modello                                                | Motore   | Cilindrata cc | Alimentazione         | Potenza CV/rpm | Coppia Nm/rpm               | Massa a vuoto (kg) | Velocità max          | Acceler. 0–100 km/h | Consumo medio (l/100 km) | Anni di produzione in Europa | Esemplari prodotti in Europa | Esemplari prodotti in Sudafrica | Esemplari totali |
| ------------------------------------------------------ | -------- | ------------- | --------------------- | -------------- | --------------------------- | ------------------ | --------------------- | ------------------- | ------------------------ | ---------------------------- | ---------------------------- | ------------------------------- | ---------------- |
| 518                                                    | M10B18   | 1766          | Carburatore           | 90/5500        | 145/3500                    | 1.240              | 160                   | 13"9                | 9.5                      | 05/1974-75                   | 120.377                      | 11.904*                         | 132.281          |
| 518                                                    | M10B18   | 1766          | Carburatore           | 90/5500        | 143/3700                    | 1.240              | 160                   | 13"9                | 9.5                      | 1975-78                      | 120.377                      | 11.904*                         | 132.281          |
| 518                                                    | M10B18   | 1766          | Carburatore           | 90/5500        | 140/3700                    | 1.240              | 160                   | 13"9                | 9.5                      | 1978-80                      | 120.377                      | 11.904*                         | 132.281          |
| 518                                                    | M10B18   | 1766          | Carburatore           | 90/5500        | 140/4000                    | 1.240              | 160                   | 13"9                | 9.5                      | 1980-05/1981                 | 120.377                      | 11.904*                         | 132.281          |
| 518i (Svezia, Giappone e Sudafrica)                    | M10B18   | 1766          | Iniezione meccanica   | 100/5800       | 135/4500                    | 1.245              | 167 (160 in Giappone) | -                   | -                        | 1979-81                      | 3.015                        | 10.788**                        | 13.803           |
| 520/4                                                  | M17      | 1990          | Carburatore           | 115/5800       | 165/3700                    | 1.230              | 173                   | 12"3                | 10.7                     | 1972-76                      | 243.529                      | 34.000*                         | 277.529          |
| 520/4                                                  | M17      | 1990          | Carburatore           | 115/5600       | 165/3700                    | 1.260              | 176                   | 11"8                | 10.7                     | 1972-76                      | 243.529                      | 34.000*                         | 277.529          |
| 520/6                                                  | M20B20VE | 1990          | Carburatore           | 122/6000       | 160/4000                    | 1.310              | 180                   | 12"4                | 10.3                     | 03/77-06/81                  | 243.529                      | 34.000*                         | 277.529          |
| 520i                                                   | M15      | 1990          | Iniezione meccanica   | 130/5800       | 181/4500                    | 1.250              | 183                   | 11"1                | 9.9                      | 1972-76                      | 25.156                       | 6.216**                         | 31.472           |
| 520i                                                   | M64      | 1990          | Iniezione meccanica   | 125/5700       | 175/4350                    | 1.260              | 181                   | 11"3                | 9.5                      | 04/76-07/79                  | 25.156                       | 6.216**                         | 31.472           |
| 525                                                    | M30B25   | 2494          | Carburatore           | 145/6000       | 212/4000 (208 in Sudafrica) | 1.350              | 193                   | 10"1                | 10.9                     | 06/73-08/76                  | 122.272                      | 6.084*                          | 128.356          |
| 525                                                    | M30B25   | 2494          | Carburatore           | 150/5800       | 212/4000 (208 in Sudafrica) | 1.370              | 193                   | 10"1                | 10.5                     | 05/76-06/81                  | 122.272                      | 6.084*                          | 128.356          |
| 528                                                    | M30B28V  | 2788          | Carburatore           | 165/5800       | 238/4000                    | 1.385              | 198                   | 9"5                 | 10.8                     | 11/74-08/76                  | 30.565                       | 2.556*                          | 33.121           |
| 528                                                    | M30B28V  | 2788          | Carburatore           | 170/5800       | 238/4000                    | 1.385              | 198                   | 9"5                 | 10.8                     | 03/76-09/77                  | 30.565                       | 2.556*                          | 33.121           |
| 528i                                                   | M30B28LE | 2788          | Iniezione meccanica   | 177/5800       | 235/4300                    | 1.410              | 208                   | 9"3                 | 10.6                     | 01/77-02/78                  | 65.736                       | 9.060**                         | 74.796           |
| 528i                                                   | M30B28   | 2788          | Iniezione meccanica   | 184/5800       | 260/4200                    | 1.430              | 207                   | 9"3                 | 10.6                     | 02/78-06/81                  | 65.736                       | 9.060**                         | 74.796           |
| 530i (solo USA e Giappone)                             | M30B30   | 2985          | Iniezione meccanica   | 176/5500       | 245/4500                    | 1.495              | 200                   | 9"3                 | -                        | 07/74-08/78                  | 28.111                       | 0                               | 28.111           |
| M535i                                                  | M30B35LE | 3453          | Iniezione elettronica | 218/5200       | 310/4000                    | 1.430              | 222                   | 7"5                 | 10.6                     | 04/80-05/81                  | 1.410                        | 1.656**                         | 3.066            |
| * = prodotta fino al 1982 / ** = prodotta fino al 1985 |          |               |                       |                |                             |                    |                       |                     |                          |                              |                              |                                 |                  |

## Le E12 Alpina

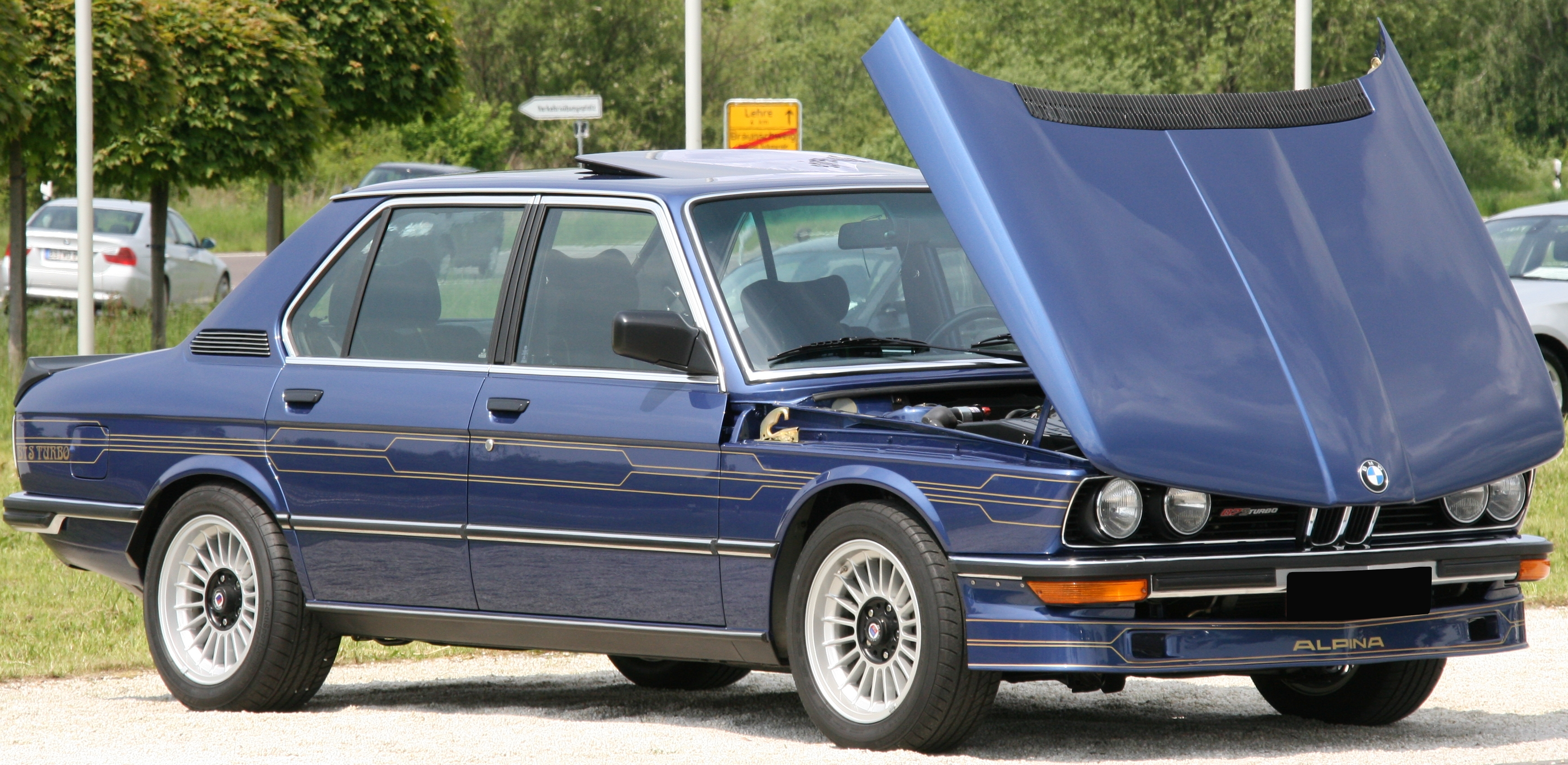
BMW E12 B7 S turbo

L'elenco delle "altre" E12 può continuare anche con le versioni messe a punto dalla Alpina, una piccola Casa automobilistica tedesca dedita alla realizzazione di versioni particolarmente lussuose e prestanti di molti modelli BMW ufficiali.
Vanno quindi ricordati i modelli:
- 520 A4, con motore M10 da 2 litri in grado di erogare 155 CV di potenza massima a 6600 giri/min e di spingere la vettura a 211 km/h di velocità massima;
- B7 Turbo, con motore M30 da 2986 cm³ sovralimentato in grado di erogare fino a 300 CV di potenza a 6000 giri/min, con velocità massima di 251 km/h. Venne prodotta in 159 esemplari dal dicembre del 1978 al febbraio del 1982;
- B7S Turbo, prodotta per pochi mesi dal novembre del 1981 al maggio del 1982 in 60 esemplari, montava il motore M88 da 3453 cm³ delle M535i, ma con sovralimentazione mediante turbocompressore. La potenza massima raggiungeva così i 330 CV a 5800 giri/min ed una coppia massima di 500 N m a 3000 giri/min, mentre la velocità massima era di 260 km/h.